# Ribatejo

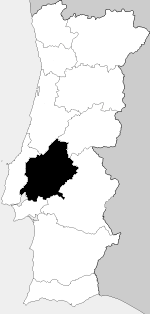
De voormalige provincie Ribatejo

Ribatejo is een regio en voormalige provincie in het midden van Portugal en grenst als enige regio van het land niet aan de kust of aan Spanje. De regio wordt doorkruist door de rivier Taag, en vormt het agriculturele hart van het land. De grootste steden van het gebied zijn Santarém en Tomar.
- De naam Ribatejo betekent 'boven de Taag'.

Algarve · Alto Alentejo · Baixo Alentejo · Beira Alta · Beira Baixa · Beira Litoral · Douro Litoral · Estremadura · Minho · Ribatejo · Trás-os-Montes e Alto Douro